# Blågula drömmar
Blågula drömmar - vägen till landslaget är en dokumentärserie som visades hösten 2011 i Sveriges Television. Programmet skildrar Sveriges pojklandslag i fotboll.